# Sphenosuchia
Gli sfenosuchi (Sphenosuchia) sono un sottordine di rettili arcosauri, considerati ancestrali ai coccodrilli. Apparvero nel Triassico (circa 230 milioni di anni fa) e sopravvissero fino al Giurassico superiore (circa 150 milioni di anni fa).

## Coccodrilli bipedi
Questo gruppo comprendeva generalmente animali dalla struttura gracile, di taglia piccola, con una postura eretta degli arti posteriori. La testa era lunga e bassa, dotata di denti aguzzi e ricurvi, mentre le zampe erano particolarmente allungate. La coda, lunga e muscolosa, serviva probabilmente a controbilanciare il peso del corpo. Gli sfenosuchi rappresentano il gruppo più primitivo dei crocodilomorfi, il grande clade i cui rappresentanti viventi sono i coccodrilli.

## Evoluzione
I primi membri del gruppo (come Hesperosuchus) datano a circa 228 milioni di anni fa: i loro resti del Triassico superiore (Carnico) sono stati ritrovati nella formazione Chinle, negli USA occidentali. Tra il Triassico superiore e il Giurassico inferiore gli sfenosuchi conobbero una notevole espansione e si diffusero in Europa, Africa, Sudamerica, Nordamerica e Asia con forme come Saltoposuchus, Terrestrisuchus, Sphenosuchus, Trialestes, Kayentasuchus e Dibothrosuchus, per poi ridursi drasticamente nel giro di pochi milioni di anni. Un solo sfenosuco, Junggarsuchus, è conosciuto nel Giurassico medio (Batoniano – Calloviano, circa 165 milioni di anni fa), e proviene dal bacino dello Junggar, in Cina. Gli ultimi membri del gruppo (Macelognathus e Hallopus) provengono dagli Usa occidentali, e risalgono al Giurassico superiore (Kimmeridgiano, circa 150 milioni di anni fa).

## Filogenia
La filogenia del gruppo è attualmente dibattuta tra gli scienziati, e alcuni non ritengono gli sfenosuchi un gruppo monofiletico, anche se vi sono alcuni caratteri che contraddistinguono il gruppo, come le zampe estremamente allungate e le ossa carpali compatte.
Tra i vari generi noti non ancora citati in questo testo sono da ricordare Pedeticosaurus, Dromicosuchus, Phyllodontosuchus, Dyoplax e Pseudhesperosuchus.